# Emelrich
Amalrich (lateinisch Amalricus; * um 1100; † um 1170) war ein Prämonstratenserabt im Stift Gottesgnaden und römisch-katholischer Bischof von Sidon im Heiligen Land.

## Leben
Amalrich stammte wahrscheinlich aus Wallonien oder dem angrenzenden französischsprachigen Gebiet. Er war wahrscheinlich der Amalricus, der 1132/34 Abt im Prämonstratenserstift Floreffe in Wallonien war, der zweiten Gründung des Prämonstratenserordens überhaupt.
1135 wurde er Propst im Stift Gottesgnaden bei Calbe in der Nähe von Magdeburg, einem der ersten Stifte des Ordens im östlichen Raum an der Elbe.
1135 wurde Amalrich Abt des ersten Prämonstratenserklosters im Heiligen Land zur Zeit der Kreuzfahrer, St. Habakuk bei Jaffa.

Bald danach wurde er Bischof des römisch-katholischen Kreuzfahrerbistums Sidon in Palästina.
Spätestens 1170 war er nicht mehr in diesem Amt und wahrscheinlich gestorben.
Amalrich soll ein eifriger Prediger gewesen sein.